# Romuald Klim
Romuald Iosifovich Klim (Khvoevo, 25 de maio de 1933 — Minsk, 28 de maio de 2011) foi um atleta e campeão olímpico soviético.
Klim foi campeão olímpico do lançamento do martelo em Tóquio 1964 e medalha de prata na Cidade do México 1968. Entre os dois Jogos, foi campeão europeu da prova em Budapeste, 1966.  Um ano depois da prata no México, ele estabeleceu novo recorde mundial em Budapeste, 74,52 metros, durante a disputa da Copa Nepszava International.
Foi condecorado com a Ordem da Insígnia de Honra em 1965.